# Franciszek Ferdynand Habsburg

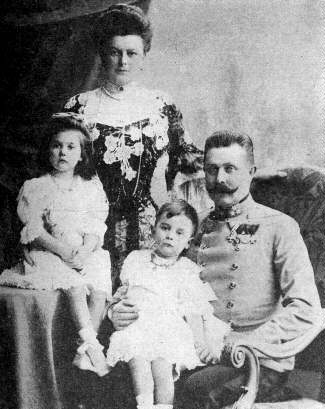
Arcyksiążę Franciszek Ferdynand Habsburg z rodziną

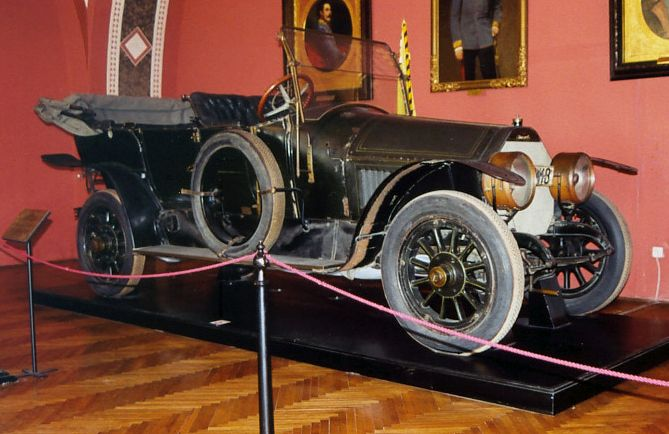
Samochód (Gräf & Stift), którym jechał Franciszek Ferdynand w chwili zamachu

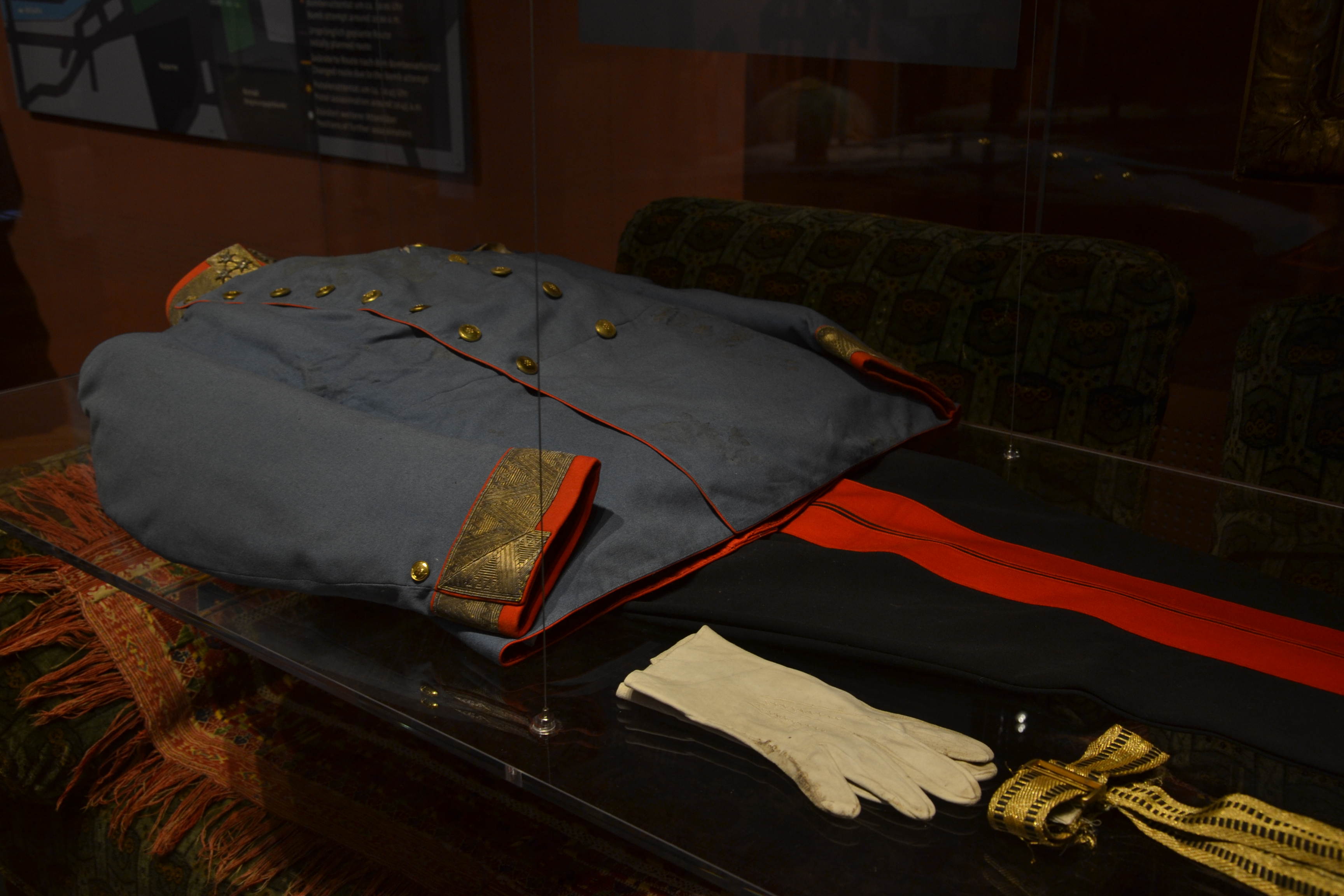
Mundur arcyksięcia, w który był ubrany w momencie zamachu

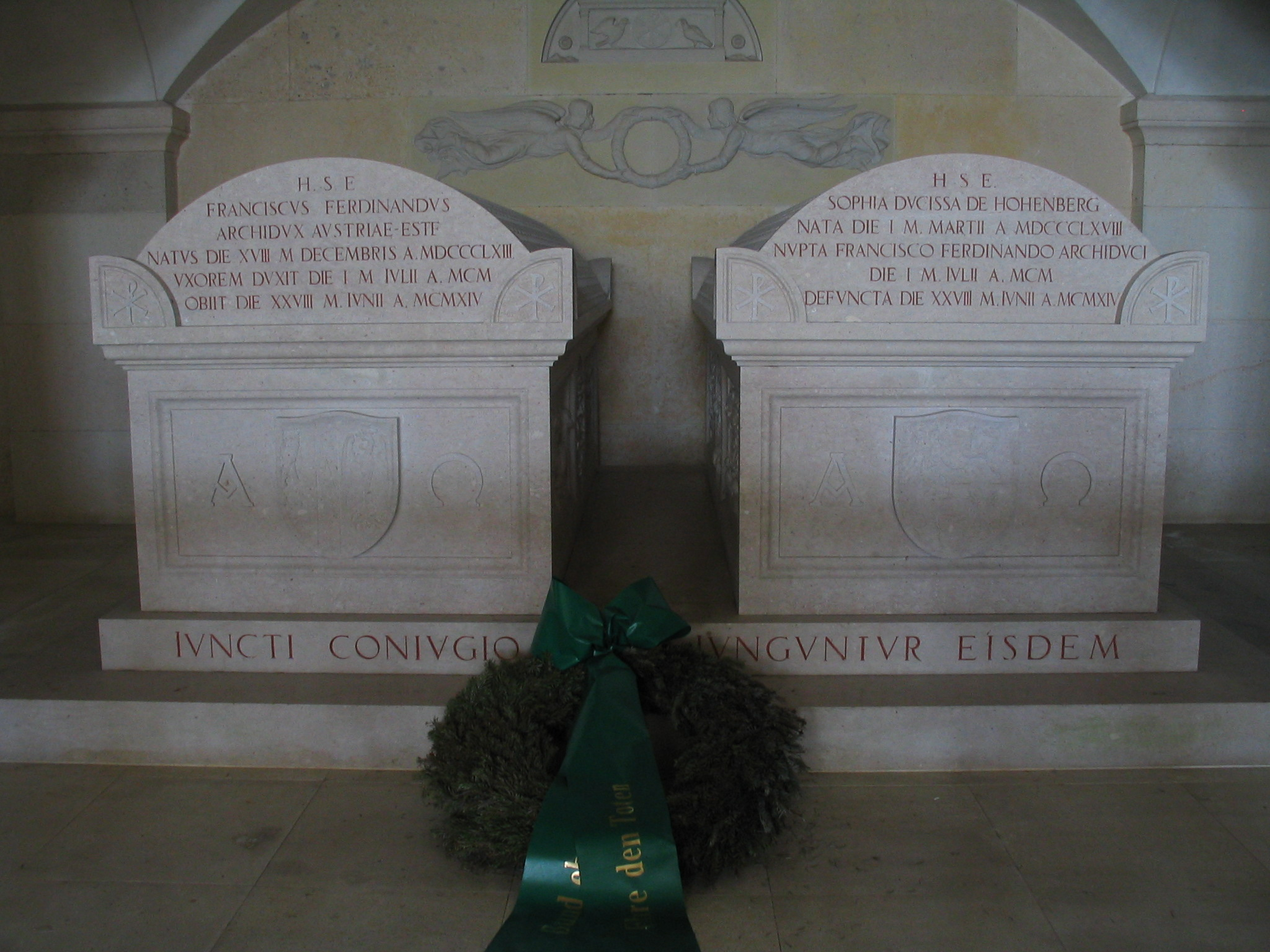
Sarkofag Franciszka i Zofii

Franciszek Ferdynand Habsburg-Lotaryński d’Este (ur. 18 grudnia 1863 w Grazu, Austria, zm. 28 czerwca 1914 w Sarajewie, Bośnia) – arcyksiążę Habsburg, bratanek cesarza Franciszka Józefa I, od śmierci ojca 19 maja 1896 – następca tronu Austro-Węgier, pretendent i tytularny książę Modeny od 1875 (odziedziczył roszczenia po swoim kuzynie Franciszku V), generał kawalerii cesarskiej i królewskiej Armii oraz admirał cesarskiej i królewskiej Marynarki Wojennej, generalny inspektor sił zbrojnych monarchii austro-węgierskiej.

## Życiorys

### Młodość
Urodził się jako najstarszy syn arcyksięcia Karola Ludwika i jego drugiej żony – arcyksiężnej Marii Annunziaty, księżniczki Sycylii i Neapolu. Imiona otrzymał po dziadkach – cesarzu Austrii i królu Obojga Sycylii. Jego wychowawcami byli hrabia Degenfeld, rotmistrz hrabia Nostitz i ppor. hr Wallis. Od najmłodszych lat, mając poważne usposobienie, był zazdrosny o powodzenie, jakim cieszył się wśród otoczenia jego lekkomyślny, ale też oddany mu brat Otto.

### Służba w wojsku
Arcyksiążę Franciszek Ferdynand w bardzo młodym wieku wstąpił do wojska. W 1877 został podporucznikiem w 32. węgierskim pułku piechoty dawnego księcia Modeny d’Este, który to pułk przeniesiono do Wiednia. W 1883 został porucznikiem (a następnie rotmistrzem) w górnoaustriacko-salzburskim 4 Pułku Dragonów im. arcyksięcia Albrechta w Enns. Następnie (od 1888) pełnił służbę jako major w Czeskim Pułku Piechoty Nr 102 im. barona von Catty w Pradze. W 1889 został mianowany podpułkownikiem i wyznaczony na stanowisko komendanta 3. batalionu. W następnym roku awansował na pułkownika i został przeniesiony do Pułku Huzarów Nr 9 im. hr. Nadasdy’ego w Sopron (Ödenburg) na stanowisko komendanta pułku, jednak głównym celem tej nominacji miało być zaznajomienie arcyksięcia z Węgrami. 25 października 1892 został mianowany na stopień generała majora. Równocześnie otrzymał tytuł rosyjskiego generała majora. W 1894 został wyznaczony na stanowisko komendanta 38. Brygady Piechoty w Czeskich Budziejowicach należącej do 19 Dywizji Piechoty. W następnym roku został honorowym członkiem Cesarskiej Akademii Nauk w Wiedniu. 26 kwietnia 1896 został mianowany na stopień generalski Feldmarschalleutnanta. W latach 1898–1913 pozostawał w dyspozycji cesarza. W międzyczasie został mianowany na stopień generała kawalerii (26 kwietnia 1899) i admirała (4 września 1902). W 1913 został wyznaczony na stanowisko generalny inspektor sił zbrojnych Monarchii Austro-Węgierskiej. 
Był szefem:
- Węgierskiego Pułku Piechoty Nr 19,
- Pułku Dragonów Nr 4,
- Pułku Ułanów Nr 7,
- Pułk Haubic Polowych Nr 6,
- rosyjskiego 9. Pułku Ułanów (ros. Бугский 9-й уланский полк),
- pruskiego 10 Pułku Ułanów,
- pruskiego 2 Pułku Grenadierów Gwardii Cesarza Franciszka (niem. Kaiser Franz Garde-Grenadier-Regiment Nr. 2),
- 17 Pułku Ułanów Cesarza Austrii Franciszka Józefa I (1. Saksońskiego),
- 122 Pułku Fizylierów Cesarza Austrii i Króla Węgier Franciszka Józefa I (4. Wirtemberskiego),
- 2. Bawarskiego Pułku Ciężkiej Jazdy (niem. Königlich Bayerisches 2. Schwere-Reiter-Regiment „Erzherzog Franz Ferdinand von Österreich-Este“),
- hiszpańskiego Pułku Strzelców Konnych (niem. Reitende Jägerregiments von Lusitania)[1].

### Późniejsze życie
Przez długi okres nie pełnił żadnych ważnych funkcji publicznych. Często podróżował, a czas wolny spędzał na polowaniach w towarzystwie wysokich rangą dostojników państwowych. Wychowawcą arcyksięcia był jezuita Onno Klopp, a następnie prepozyt dr Gotfryd Marschall. Franciszek Ferdynand uzyskał wszechstronne wykształcenie, choć z uwagi na wpojone przez wychowawcę poglądy, cieszył się opinią konserwatysty i klerykała. Opanował dobrze arkana dyplomacji, wojskowości i ekonomii. W przeciwieństwie do wykazującego zdolności lingwistyczne stryja Franciszka Józefa posługiwał się w praktyce wyłącznie językiem niemieckim.
W rzeczywistości o wczesnych poglądach arcyksięcia niewiele wiadomo, ponieważ od najmłodszych lat był człowiekiem ostrożnym i niechętnie ujawniał swoje opinie. W dzieciństwie odseparowany od innych dzieci wyrósł na człowieka nieśmiałego, powściągliwego i wyobcowanego, co często było odbierane jako zarozumialstwo i pogarda. Był osobą głęboko wierzącą, ale daleką od nietolerancji. Stronił od ludzi fałszywych i zabiegających o jego względy, co również nie przysparzało mu popularności. Powszechnie uznawany za konserwatystę, z kolei w niektórych kołach dworskich i przez samego starego cesarza podejrzewany był o hołdowanie ideom liberalnym. Podobnie jak matka, miał posępny charakter, nieokiełznaną porywczość i przejawiał niechęć do życia towarzyskiego.
Arcyksiążę był osobą bardzo majętną. Odziedziczył po Franciszku V ostatnim przedstawicielu modeńskiej linii Habsburgów znaczne dobra (m.in. Chlumec) i roszczenia do tronu Księstwa Modeny. Jego stałą siedzibą był zamek Konopiszt w środkowych Czechach zakupiony w 1877 roku od rodziny Lobkowiczów. Na zamku arcyksiążę odbywał ważne spotkania z różnymi osobistościami życia politycznego Austro-Węgier i Niemiec. Podejmował między innymi cesarza Wilhelma II, z którym uzgadniał aspiracje dynastyczne i terytorialne obydwu mocarstw. Następcą tronu został po śmierci syna Franciszka Józefa, arcyksięcia Rudolfa, brata cesarza Maksymiliana (cesarza Meksyku) oraz swojego ojca Karola Ludwika.

### Choroba
Franciszek Ferdynand i cesarz Franciszek Józef nigdy nie pałali do siebie sympatią. Po śmierci arcyksięcia Rudolfa stał się drugim człowiekiem w kolejce do korony (po swoim ojcu), a następnie pierwszym, ale nigdy oficjalnie nie otrzymał tytułu następcy tronu. Po śmierci ojca przez pewien czas cesarz, namawiany przez Agenora Gołuchowskiego młodszego i polityków węgierskich, dopuszczał myśl o przejściu sukcesji na młodszego brata Ottona, skandalistę i pijaka. Franciszek Ferdynand został odsunięty na dalszy plan, co zmieniło się dopiero po jego powrocie do zdrowia (cierpiał na gruźlicę).
Choroba przeszkodziła mu w szybkim ożenku, podobnie jak niechęć do kandydatek „równych pochodzeniem”, które uważał za mało atrakcyjne pod względem urody i intelektu. Planowano go wyswatać z Heleną orleańską, córką hrabiego Paryża, Heleną Romanow i Marią Krystyną von Habsburg-Teschen.
Gdy lekarze zdiagnozowali jego chorobę, medycy polecili mu dużo podróżować, zwłaszcza do ciepłych krajów. Tym sposobem, w 1895 roku rozpoczął zwiedzanie incognito świata jako hrabia Hohenberg, wypływając z Triestu na pokładzie krążownika „Cesarzowa Elżbieta”. W grudniu tego roku był w Egipcie, gdzie dla żartu i by zaspokoić fotoreporterów, położył się w pustym sarkofagu faraona Amenhotepa III. Z tego samego powodu, to właśnie on reprezentował Austro-Węgry na ceremonii jubileuszu królowej Wiktorii, jadąc do Londynu i potem do Windsoru. Podczas podróży dookoła świata zwiedził m.in. Indie, Japonię (z której przywiózł dużą kolekcję dzieł sztuki), Singapur, Australię, Syrię, Palestynę, Korsykę, Algierię, Monako i Stany Zjednoczone. Do Wiednia powrócił 19 maja 1896 roku, nie zdążywszy pożegnać się z umierającym ojcem. Po powrocie do Austrii poddał się rocznej kuracji pod pieczą dr Wiktora Eisenmengera.

### Plany reform
Arcyksiążę projektował plany reformy monarchii, które miały zostać rozpoczęte po objęciu tronu. Zafascynowany amerykańskim ustrojem państwowym (federacja stanów), w miejsce monarchii dwuczłonowej proponował państwo trójczłonowe (trzecim narodem rządzącym mieli zostać Słowianie Południowi, czyli przede wszystkim Chorwaci) lub federację z większą rolą krajów koronnych, przy czym językiem urzędowym federacji miał być język niemiecki. Realizacja takiego projektu politycznego wymagała jednak naruszenia praw Węgier uzyskanych przez nich po ugodzie austriacko-węgierskiej z 1867. W praktyce Franciszek Ferdynand zamierzał w związku z tym przeprowadzenie tam swego rodzaju zamachu stanu, który miał odbyć się przed koronacją na króla Węgier, wiążącą się z zaprzysiężeniem dotychczasowych praw tego kraju. Sam akt przyszłej koronacji Franciszek Ferdynand traktował ściśle ceremonialnie, nie przywiązując do niego większej wagi, z podobnych względów zamierzał również koronować się na króla Czech, czego Franciszek Józef nigdy nie uczynił. Z tych powodów arcyksiążę był nielubiany przez Węgrów, którzy bali się utraty swoich wpływów w Austro-Węgrzech. Z drugiej strony Franciszek Ferdynand uważał Węgrów za naród nielojalny, źle nastawiony do dynastii, a także do innych niemadziarskich narodowości. Wszystko to powodowało, że perspektywa wstąpienia arcyksięcia na tron przyjmowana była z niepokojem, czy jego panowanie nie przyniesie zamieszek wewnętrznych, a nawet rozpadu państwa. Ponadto arcyksiążę gotowy był do zmiany sojuszów i sprzymierzenia się z Rosją, jako że irytowały go zarówno „parweniuszowskie” Prusy kierujące Niemcami, jak i czekające na aneksję Trydentu Włochy. W rzeczywistości jednak arcyksiążę był zmęczony tak długotrwałym oczekiwaniem na władzę, jak też ostracyzmem, stosowanym przez dwór wiedeński w stosunku do jego żony, i w II dekadzie XX wieku nawet w rozmowach z politykami chorwackimi nie przejawiał już większej energii w działaniu.

## Ślub oraz małżeństwo z Zofią von Chotek[14]
Ukochana żona cesarza Franciszka Józefa, Sissi, przestrzegała przed wyjazdem Franciszka Ferdynanda w podróż dookoła świata, aby nie żenił się z niekochaną osobą (w tym wypadku cesarzowa miała na myśli przedstawicielkę swojej dynastii Wittelsbachów), gdyż „będzie się miało bardzo brzydkie dzieci”.
Franciszek Ferdynand swoją przyszłą żonę poznał jesienią 1894 roku, gdy dowodził praskim garnizonem, na jednym z lokalnych przyjęć. Był zauroczony jej prostotą zestawioną z szykiem i wyrafinowaniem bogatszych arystokratek. Zofia von Chotek była kobietą urodziwą i inteligentną, zatem przeciwieństwem do innych kobiet, z którymi planowano go wyswatać. Początkowo ich związek był potajemny z uwagi na różnice klasowe (członek rodziny cesarskiej i zubożała szlachcianka), jednak latem 1898 roku przypadkiem o związku dowiedziała się ciotka Franciszka Ferdynanda, arcyksiężna Izabela, pani na zamku w Halbturn. Ta z kolei, mając za złe, że następca tronu nie chce pojąć za żonę którejś z jej córek, doniosła o romansie cesarzowi Franciszkowi Józefowi.
Monarcha usiłował odwieść bratanka od pomysłu ożenku, ale spotkał się ze zdecydowanym sprzeciwem. Arcyksiążę nie zdecydował się na zrezygnowanie z praw do tronu, ale nie chciał także opuścić ukochanej kobiety. Ostatecznie Franciszek Józef zgodził się na ślub (uległ m.in. groźbie samobójstwa Franciszka Ferdynanda), jednak postawił swoje surowe warunki.
Z uwagi na różnice pomiędzy prawem austriackim i węgierskim, konkretnie ich stosunkiem do związków morganatycznych, hipotetyczna wtedy żona Franciszka Ferdynanda, Zofia, mogłaby zostać królową Węgier, jednak nie mogłaby być cesarzową Austrii. Ta świadomość politycznego rozłamu monarchii wprowadziła cesarza w zakłopotanie. Stał się stanowczym przeciwnikiem tego związku, żyjąc w nadziei jego rychłego zakończenia. Jednak innego zdania była macocha Franciszka Ferdynanda, trzecia żona jego ojca, arcyksiężna Maria Teresa, zafascynowana prawdziwością miłości swojego pasierba.
Franciszek Ferdynand jednak, zgodnie ze statutem rodzinnym z 1839 roku nie mógł wziąć ślubu bez zgody cesarza. Upór następcy tronu doprowadził jednak do impasu. W kwietniu 1900 roku arcyksiążę zapewnił listownie cesarza, że jego ślub z Zofią von Chotek sprawi, że „stanę się człowiekiem chętnym do działania i szczęśliwym, zbiorę wszystkie swoje siły, by poświęcić je dobru wspólnemu”. Impas zakończył się 28 czerwca 1900 roku, kiedy w pałacu Hofburg, w obecności wielu świadków, ważnych osobistości politycznych i duchownych, Franciszek Ferdynand definitywnie zrzekł się pretensji do tronu przez hrabinę von Chotek i ich przyszłe dzieci. Podpisanie przez niego takiego aktu nie satysfakcjonowało w pełni ani Franciszka Józefa ani Franciszka Ferdynanda, jednak było de facto, jedynym możliwym wyjściem z tej sytuacji pozwalającym na zachowanie jedności monarchii oraz na dokonanie się tego ślubu.
Wraz z podpisaniem aktu, Franciszek Józef w akcie łaski zmienił tytulaturę Zofii z „hrabina von Chotek” na „księżna von Hohenberg”. Ten nadany jej wtedy tytuł jest przekazywany do dzisiaj (ród Hohenbergów).
Sama ceremonia ślubna odbyła się 1 lipca 1900 roku w Reichstadt (dziś Zákupy w Czechach). Franciszek Ferdynand odebrał jako afront fakt, że z jego rodziny nie pojawiła się żadna znacząca osobistość dworu. Oficjalnym powodem absencji była żałoba po śmierci jednej z księżniczek Hohenzollern, co jednak nie przeszkodziło rodzinie panny młodej w stawieniu się na uroczystość. Z tego powodu ceremonia była znacznie skromniejsza, niż przystawało do pozycji pana młodego. Jedynym akcentem podkreślającym jego pochodzenie było odśpiewanie hymnu Habsburgów po mszy świętej. Po ślubie para udała się bezpośrednio do pałacu w Konopiszcie, czeskiej rezydencji Franciszka Ferdynanda, której przebudowę rozpoczął on prawie piętnaście lat wcześniej.
Po ślubie Zofia nadal była upokarzana: nie mogła siadać w dworskiej loży w teatrach ani korzystać z powozów należących do dworu, nie wolno jej było zajmować miejsca obok męża w oficjalnym orszaku, musiała iść z tyłu, za rodziną. W kolejnych szykanach lubował się mistrz ceremonii dworu cesarskiego książę Montenuovo (sam pochodzący z małżeństwa morganatycznego). Protesty arcyksięcia zwykle nie przynosiły skutku i spotykały się z niechęcią cesarza, natomiast Franciszek Ferdynand zyskał opinię awanturnika oraz osoby nieokrzesanej. Również wśród poddanych uchodził za osobę ponurą i sztywną oraz był wybitnie niepopularny. Liczne negatywne plotki krążące po stolicy i kraju, często inspirowane przez dwór cesarski, nie poprawiały tej oceny, a następca tronu nie chciał lub nie umiał zabiegać o jej zmianę. Z niechęcią odnosił się do prasy, nie prosił o sympatię, a wręcz celowo ukrywał przed światem swoje prawdziwe oblicze: kochającego męża i ojca, coraz bardziej liberalne poglądy i chęć gruntownej modernizacji monarchii austro-węgierskiej po wstąpieniu na tron. Pozbawiony realnego wpływu na politykę państwa żywo interesował się modernizacją sił zbrojnych (doprowadził do dymisji szefa Sztabu Generalnego Friedricha von Becka i powołania na to stanowisko Franza Conrada von Hötzendorf), był też jednym z inicjatorów rozbudowy marynarki.

## Śmierć
Zginął w stolicy Bośni, Sarajewie, w zamachu dokonanym przez organizację Czarna Ręka. Został zastrzelony wraz z żoną Zofią przez Gawriła Principa. Wydarzenie to było bezpośrednią przyczyną wybuchu I wojny światowej. Ironią losu jest fakt, że bezpośrednią przyczyną wojny stał się Franciszek Ferdynand, który najżarliwiej się jej sprzeciwiał, a mordercą był przedstawiciel narodu, który pod rządami arcyksięcia miał zostać trzecim „narodem rządzącym” i współdecydować o losach państwa. Gdy kula przeszyła Franciszkowi Ferdynandowi gardło, znalazł jeszcze dość siły, by sześć lub siedem razy powtórzyć słowa: „To nic”.

## Dziedzictwo
Zofia von Chotek i jej potomkowie z małżeństwa z Franciszkiem Ferdynandem, uzyskali tytuł książąt von Hohenberg. Zgodnie ze statutami rodowymi Habsburgów Zofia von Chotek nigdy nie miała prawa otrzymać tytułu cesarzowej, a dzieci nie miały prawa do tronu. Niektórzy historycy zwracają jednak uwagę na fakt, że z punktu widzenia Budapesztu małżeństwo arcyksięcia było pełnoprawne, co implikowało prawa Hohenbergów do Korony Świętego Stefana.

## Ordery i odznaczenia
Austro-Węgierskie
- Order Złotego Runa
- Order Marii Teresy I klasy
- Order Świętego Stefana I klasy
- Order Leopolda I klasy
- Order Korony Żelaznej I klasy
- Krzyż Zasługi Wojskowej z brylantami
- Srebrny Medal Zasługi Wojskowej na czerwonej wstążce
- Odznaka za Służbę Wojskową dla Oficerów III klasy
- Brązowy Medal Jubileuszowy Pamiątkowy dla Sił Zbrojnych i Żandarmerii
- Krzyż Jubileuszowy Wojskowy
- Medal Pamiątkowy Podróży Morskiej 1892–1893

Zagraniczne
- Order Świętego Józefa I klasy (Toskania)
- Baliw Krzyża Wielkiego Orderu Maltańskiego z wyróżnieniem za Jerozolimę (SMOM)
- Order Świętego Andrzeja Apostoła (Rosja)
- Order Świętego Aleksandra Newskiego (Rosja)
- Order Orła Białego (Rosja)
- Order Świętej Anny I klasy (Rosja)
- Order Łaźni I klasy (wojskowy, 1904, Wlk. Brytania)
- Order Orła Czarnego na Złotym Łańcuchu (Prusy)
- Order Orła Czerwonego I klasy (Prusy)
- Order Legii Honorowej I klasy (Francja)
- Order Słonia (Dania)
- Order Karola III na Łańcuchu (Hiszpania)
- Order Zasługi Wojskowej (Hiszpania)
- Order Świętego Huberta (Bawaria)
- Order Korony Rucianej (Saksonia)
- Order Korony I klasy (Wirtembergia)
- Order Lwa Niderlandzkiego I klasy (Holandia)
- Order Królewski Serafinów (Szwecja)
- Order Leopolda I klasy (Belgia)
- Order Wierności (Badenia)
- Order Bertholda I (Badenia)
- Order Sokoła Białego I klasy (Saksonia-Weimar)
- Order Korony Wendyjskiej (Meklemburgia)
- Order Ernestyński (Saksonia)
- Order Najwyższy Świętego Zwiastowania nadany w 1842 r. przez Karola Alberta króla Sardynii[18]
- Order Konstantyński (Parma)
- Order Domowy Nassauski Lwa Złotego (Holandia)
- Order Cesarskiego Portretu z brylantami (Persja)
- Odznaka Honorowa Czerwonego Krzyża (Rosja)
- Srebrny Medal Pamiątkowy Czerwonego Krzyża za wojnę rosyjsko-japońską 1904-1905 (Rosja)
- Medal Pamiątkowy Regencji Królowej Marii Krystyny (Hiszpania)
- Medal Pamiątkowy Cesarza Wilhelma I (Niemcy)
- Brązowy Medal Jubileuszowy Księcia Regenta Leopolda (Bawaria)

## Genealogia
| Prapradziadkowie                          | cesarz rzymsko-niemiecki Leopold II Habsburg (1747-1792) ∞ 1765 Maria Ludwika Burbon (1745-1792)  | król Obojga Sycylii Ferdynand I Burbon (1751-1825) ∞1768 Maria Karolina Habsburg                  | Fryderyk Michał Wittelsbach (Pfalz-Birkenfeld) (1724-1767) ∞1746 Maria Franciszka Wittelsbach (Pfalz-Sulzbach) (1724-1794) | Karol Ludwik Badeński (1755-1801) ∞1775 Amalia Fryderyka Hessen-Darmstadt (1754-1832)                   | Ferdynand I Burbon (1751-1825) ∞1768 Maria Karolina Habsburg (1752-1814)                          | Karol IV Burbon (1748-1819) ∞1765 Maria Ludwika Burbon-Parmeńska (1751-1819)                      | Leopold II Habsburg (1747-1792) ∞1765 Maria Ludwika Burbon (1745-1792)                            | Fryderyk Wilhelm Nassau-Weilburg (1768-1816) ∞ 1788 Luiza Izabela Kirchberg (1772-1827)           |
| Pradziadkowie                             | Franciszek II Habsburg (1768-1835) ∞1790 Maria Teresa Burbon-Sycylijska (1770-1804)               | Franciszek II Habsburg (1768-1835) ∞1790 Maria Teresa Burbon-Sycylijska (1770-1804)               | król Bawarii Maksymilian I Józef Wittelsbach (1756-1825) ∞ 1797 Karolina Fryderyka Badeńska (1776-1841)                    | król Bawarii Maksymilian I Józef Wittelsbach (1756-1825) ∞ 1797 Karolina Fryderyka Badeńska (1776-1841) | król Obojga Sycylii Franciszek I Burbon (1777-1830) ∞ 1802 Maria Izabela Burbon (1789-1848)       | król Obojga Sycylii Franciszek I Burbon (1777-1830) ∞ 1802 Maria Izabela Burbon (1789-1848)       | Karol Ludwik Habsburg (1771-1847) ∞ 1815 Henrietta Nassau-Weilburg (1797-1829)                    | Karol Ludwik Habsburg (1771-1847) ∞ 1815 Henrietta Nassau-Weilburg (1797-1829)                    |
| Dziadkowie                                | arcyksiążę Franciszek Karol Habsburg (1802-1878) ∞1824 Zofia Wittelsbach (1805-1872)              | arcyksiążę Franciszek Karol Habsburg (1802-1878) ∞1824 Zofia Wittelsbach (1805-1872)              | arcyksiążę Franciszek Karol Habsburg (1802-1878) ∞1824 Zofia Wittelsbach (1805-1872)                                       | arcyksiążę Franciszek Karol Habsburg (1802-1878) ∞1824 Zofia Wittelsbach (1805-1872)                    | król Obojga Sycylii Ferdynand II Burbon (1810-1859) ∞1837 Maria Teresa Habsburg (1816-1867)       | król Obojga Sycylii Ferdynand II Burbon (1810-1859) ∞1837 Maria Teresa Habsburg (1816-1867)       | król Obojga Sycylii Ferdynand II Burbon (1810-1859) ∞1837 Maria Teresa Habsburg (1816-1867)       | król Obojga Sycylii Ferdynand II Burbon (1810-1859) ∞1837 Maria Teresa Habsburg (1816-1867)       |
| Rodzice                                   | arcyksiążę Karol Ludwik Habsburg (1833-1896) ∞1862 Maria Annunziata Burbon-Sycylijska (1843-1871) | arcyksiążę Karol Ludwik Habsburg (1833-1896) ∞1862 Maria Annunziata Burbon-Sycylijska (1843-1871) | arcyksiążę Karol Ludwik Habsburg (1833-1896) ∞1862 Maria Annunziata Burbon-Sycylijska (1843-1871)                          | arcyksiążę Karol Ludwik Habsburg (1833-1896) ∞1862 Maria Annunziata Burbon-Sycylijska (1843-1871)       | arcyksiążę Karol Ludwik Habsburg (1833-1896) ∞1862 Maria Annunziata Burbon-Sycylijska (1843-1871) | arcyksiążę Karol Ludwik Habsburg (1833-1896) ∞1862 Maria Annunziata Burbon-Sycylijska (1843-1871) | arcyksiążę Karol Ludwik Habsburg (1833-1896) ∞1862 Maria Annunziata Burbon-Sycylijska (1843-1871) | arcyksiążę Karol Ludwik Habsburg (1833-1896) ∞1862 Maria Annunziata Burbon-Sycylijska (1843-1871) |
| Franciszek Ferdynand Habsburg (1863-1914) |                                                                                                   |                                                                                                   | | |                                                                                                   |                                                                                                   |                                                                                                   |                                                                                                   |